# Serjania unguiculata
Serjania unguiculata är en kinesträdsväxtart som beskrevs av Ludwig Radlkofer. Serjania unguiculata ingår i släktet Serjania och familjen kinesträdsväxter. Inga underarter finns listade i Catalogue of Life.